# Municipio de Grant (condado de Huron)
El municipio de Grant (en inglés: Grant Township) es un municipio ubicado en el condado de Huron en el estado estadounidense de Míchigan. En el año 2010 tenía una población de 913 habitantes y una densidad poblacional de 9,95 personas por km².

## Geografía
El municipio de Grant se encuentra ubicado en las coordenadas 43°43′27″N 83°10′24″O / 43.72417, -83.17333. Según la Oficina del Censo de los Estados Unidos, el municipio tiene una superficie total de 91.76 km², de la cual 91,56 km² corresponden a tierra firme y (0,21 %) 0,2 km² es agua.

## Demografía
Según el censo de 2010, había 913 personas residiendo en el municipio de Grant. La densidad de población era de 9,95 hab./km². De los 913 habitantes, el municipio de Grant estaba compuesto por el 98,9 % blancos, el 0,33 % eran afroamericanos, el 0,22 % eran asiáticos, el 0,44 % eran de otras razas y el 0,11 % eran de una mezcla de razas. Del total de la población el 2,3 % eran hispanos o latinos de cualquier raza.